# Liste der Monuments historiques in Lapalud
Die Liste der Monuments historiques in Lapalud führt die Monuments historiques in der französischen Gemeinde Lapalud auf.

## Liste der Bauwerke
| Bezeichnung                                        | Beschreibung | Standort                 | Kennzeichnung | Schutzstatus | Datum | Bild           |
| -------------------------------------------------- | ------------ | ------------------------ | ------------- | ------------ | ----- | -------------- |
| Glockenturm der Pfarrkirche Saint-Pierre-aux-Liens |              | place de l’Église (Lage) | PA00082060    | Inscrit      | 1973  | weitere Bilder |

## Liste der Objekte
| Bezeichnung           | Beschreibung                             | Standort                             | Kennzeichnung | Schutzstatus | Datum | Bild |
| --------------------- | ---------------------------------------- | ------------------------------------ | ------------- | ------------ | ----- | ---- |
| Gruppe von 31 Exvotos | Wachsfiguren aus dem 18./19. Jahrhundert | in der Kirche Saint-Pierre-aux-Liens | PM84000445    | Classé       | 1952  |      |